# A Rocket to the Moon
Gli A Rocket to the Moon sono stati un gruppo musicale statunitense. La band è stata fondata nel 2006 a Braintree, Massachusetts dal cantante Nick Santino. Il chitarrista Justin Richards, il bassista Eric Halvorsen e il batterista Andrew Cook si sono uniti a Santino più tardi.

## Storia del gruppo
Nick Santino ha iniziato gli A Rocket to the Moon nell'estate del 2006 come esperimento musicale. Aveva già suonato nelle band locali The Bad Year e The Midway Class.
Santino ha assemblato una band di musicisti all'inizio del 2008 con l'aiuto dei The Maine prima della prima esibizione degli A Rocket to the Moon al più grande festival, il The Bamboozle.
Poi sono apparsi il 10 luglio 2008 nella puntata di Total Request Live esibendosi nella canzone "Dakota".
Contrariamente alle voci precedenti, gli A Rocket to the Moon non hanno mai firmato con la Decaydence Records di Pete Wentz dei Fall Out Boy.
Wentz aveva mostrato interesse nella band e voleva fare una scissione tra la Fueled by Ramen e la Decaydence ma la Decaydence non ha voluto. Un annuncio ufficiale della firma con la Fueled by Ramen è stato fatto nell'agosto del 2008.
Il 9 maggio 2013 hanno annunciato che si sarebbero sciolti al termine del tour con i The Maine.

## Tour
Nell'autunno del 2008 ci sono stati due tour differenti come supporte dei The Cab e degli A Cursive Memory.
Sono anche andati in tour con i Cute Is What We Aim For, Secondhand Serenade, e Automatic Loveletter. Il 14 ottobre 2008, la band ha realizzato il loro EP Greetings From..., con I singoli "Dakota" e "If Only They Knew". Il disco ha raggiunto la posizione #21 nella Billboard Top Heatseekers chart. Gli A Rocket to the Moon sono rappresentati da Tim Kirch al 8123 Management.
Il 14 maggio, la band ha aggiunto il chitarrista Justin Richards e il bassista Eric Halvorsen come membri a tempo pieno. Hanno inoltre realizzato il video per la canzone If Only They Knew. La band ha speso febbraio e marzo 2009 in studio con Matt Squire per registrare il loro album di debutto. Sono stati band d'apertura al AP Tour 2009, con The Maine, Hit the Lights, Family Force 5, e 3OH!3 sponsorizzati da Rockstar. Hanno suonato il 3 maggio come headliner nel Bamboozle 2009 in East Rutherford, New Jersey e in alcune date del 2009 Vans Warped Tour prima di andare in tour con i The Cab, Eye Alaska, The Summer Set, & My Favorite Highway on the While con il "What Happens in Vegas... Tour".
Durante il Vans Warped Tour, la band ha fatto molti meet&greet sponsorizzati dall'organizzazione non profit Music Saves Lives, nelle quali incontravano le fans che avevano guadagnato il pass per incontrare la band donando il sangue.

## Formazione

### Ultima
- Nick Santino – voce, chitarra ritmica
- Justin Richards – chitarra solista, voce
- Eric Halvorsen – basso, voce
- Andrew Cook – batteria

### Ex componenti
- Loren Brinton – batteria
- Joe Cafano – basso
- Mike Cafano – batteria
- Victor Timof – keytar

## Discografia

### Album in studio
- Your Best Idea (2006)
- On Your Side (13 ottobre 2009)
- Wild & Free (2013)

### EP
- Summer 07 (2007)
- Greetings from... (14 ottobre 2008)

### Singoli
- "Santa Claus Is Coming To Town" (8 dicembre 2009)
- "Not a Second to Waste" (26 luglio 2009)
- "If Only They Knew"
- "Mr. Right"
- "Like We Used To"
- "Dakota" scritta per un uomo incontrato in una caffetteria di New Orleans.
- "Whole Lotta you" (16 ottobre 2012)
- "Ever Enough" (febbraio 2013)